# István Stadinger

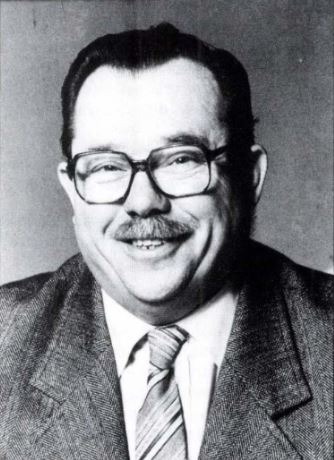
István Stadinger (1984)

István Stadinger (* 27. Januar 1927 in Keszthely, Komitat Zala) war ein ungarischer Politiker der Ungarischen Sozialistischen Arbeiterpartei MSZMP (Magyar Szocialista Munkáspárt), der unter anderem vom 29. Juni 1988 bis zum 8. März 1989 Präsident des Parlaments (Országgyűlés) der Ungarischen Volksrepublik war.

## Leben
Stadinger absolvierte seine schulische Ausbildung in Pestszenterzsébet und im Anschluss eine Berufsausbildung zum Flugmechaniker auf dem Flughafen Budaörs sowie ein Studium an der Ungarischen Universität. Im April 1945 trat er der Sozialdemokratischen Partei Ungarns (MSZDP) bei und wurde zunächst stellvertretender Organisationssekretär der Partei in seiner Geburtsstadt Keszthely sowie im Anschluss von September 1946 bis 1948 Sekretär des MSZDP-Komitees im Komitat Zala. Am 12. Juni 1948 gehörte er zu den Befürwortern des Zusammenschlusses der MSZDP mit der Ungarischen Kommunistischen Partei zur Partei der Ungarischen Werktätigen (MDP). Im Anschluss absolvierte er einen sechsmonatigen Lehrgang an der Parteihochschule und wurde danach 1949 Organisationssekretär des MDP-Komitees im Komitat Zala und danach im Komitat Baranya.
Im April 1951 wurde er Direktor der Gasversorgungsgesellschaft Gázkészülékgyártó Vállalat und danach im Juli 1954 Direktor der Landmaschinenfabrik in Törökszentmiklós, ehe er zwischen September 1956 und Februar 1957 Direktor des Mühlenausstattungsunternehmens Malomgépgyár war. Nachdem er anschließend Direktor der Landmaschinenfabrik Budapesti Mezőgazdasági Gépgyárat war, fungierte er zwischen dem 1. Februar 1962 und dem 31. Oktober 1978 als Direktor der Budapester Gaswerke (Fővárosi Gázművek) und schloss in dieser Zeit ein Studium an der Karl-Marx-Universität für Wirtschaftswissenschaften ab. Nach seinem Ausscheiden aus dem Dienst der Gaswerke wurde er im Januar 1978 zunächst Vize-Präsident sowie zehn Jahre später im Januar 1988 Erster Vizepräsident des Gemeinderates von Budapest.
Am 8. Juni 1980 wurde Stadinger zudem erstmals als Kandidat auf der gemeinsamen Liste der Ungarischen Unabhängigen Volksfront MFN (Magyar Függetlenségi Népfront) und der Patriotischen Volksfront HNF (Hazafias Népfront) als Abgeordneter in das Ungarische Parlament (Országgyűlés) gewählt und vertrat in diesem bis zum 16. März 1990 den Wahlkreis Budapest 6. Während seiner Parlamentszugehörigkeit wurde er am 29. Juni 1988 Nachfolger von István Sarlós Präsident der Nationalversammlung und bekleidete das Amt des Parlamentspräsidenten bis zum 8. März 1989, woraufhin Mátyás Szűrös sein Nachfolger wurde.

## Veröffentlichungen
- Köztársasági Érdemérem ezüst fokozata (1947)
- Köztársasági Érdemrend kiskeresztje (1948)
- Munka Érdemrend ezüst, és arany fokozata (1975)
- Pro Urbe díj (1977)
- Szocialista Magyarországért Érdemrend (1983)